# STS-43
STS-43 var den fyrtioandra flygningen i det amerikanska rymdfärjeprogrammet, den nionde flygningen med rymdfärjan Atlantis. Den sköts upp från Pad 39A vid Kennedy Space Center i Florida den 2 augusti 1991. Efter knappt nio dagar i omloppsbana runt jorden återinträdde rymdfärjan i jordens atmosfär och landade vid Kennedy Space Center.